# Erythromelana abdominalis
Erythromelana abdominalis är en tvåvingeart som först beskrevs av Townsend 1919.  Erythromelana abdominalis ingår i släktet Erythromelana och familjen parasitflugor.
Artens utbredningsområde är Peru. Inga underarter finns listade i Catalogue of Life.